# Guernica (film 1978)
Guernica è un cortometraggio del 1978 diretto da Emir Kusturica.